# Menhir du Léry
Le menhir du Léry est un menhir situé à Erdeven dans le Morbihan, en France.

## Caractéristiques
Le menhir est érigé dans un bois de pin au nord-ouest de Léry, un hameau de la commune d'Erdeven. Il s'agit d'une stèle d'orthogneiss de 2,3 m de haut.

## Historique
Le menhir a probablement été érigé au Néolithique.
Le menhir du Léry est inscrit au titre des monuments historiques le 24 juillet 2023. Depuis 2025, il forme un site des mégalithes de Carnac et des rives du Morbihan, bien inscrit au patrimoine mondial.